# Муниципальные выборы в Сисеро (Иллинойс), 1924
Муниципальные выборы 1924 года в Сисеро — выборы муниципальных служащих в Сисеро, пригороде Чикаго. Отметились насилием мафии.

## Предшествующие события
В 1923 году мэром Чикаго был избран сторонник реформ Уильям Эммет Девер. Это привело к тому, что главари итальянской мафии в Чикаго Джонни Торрио и Аль Капоне были вынуждены переместить базу своих операций за пределы Чикаго в пригородный город Сисеро. Вскоре мафия укрепила свою власть в Сисеро, отстранив с поста мэра республиканца Эдди Фогеля. Муниципальные выборы в 1924 года представляли особый интерес для мафии, поскольку именно там располагалась база операций последней; выборы стали ареной борьбы за контроль над городом.
Мэр Сисеро республиканец Джозеф Кле́на (Joseph Z. Klenha) и его администрация были коррумпированы мафией; до 1924 года политическая оппозиция была слабой; команда мэра управляла городом три срока подряд. Однако в 1924 году Демократическая партия решила бросить серьёзный вызов Клене и выставить собственный список кандидатов. Соперничающие банды присоединились к демократам в надежде потеснить монополию итальянцев на поставки спиртного в городе.

## Погромы и убийства в день выборов
Газета «Чикаго Трибьюн» писала о том, что выборы «были отмечены стрельбой, поножовщиной, похищениями и другими преступлениями, не имеющими аналогов в предыдущих выборах».
Итальянцы обещали прийти на помощь Клене и обеспечить его переизбрание, чего бы это ни стоило. В обмен на помощь Клена обещал мафии свою полную поддержку.
Капоне послал в Сисеро более 200 своих «солдат». Руководство операцией он поручил своим братьям Фрэнку и Ральфу и своему двоюродному брату Чарльзу Фишетти.
Выборы были назначены на 1 апреля. 31 марта, накануне выборов, нападению подвергся кандидат от демократов на должность ответственного секретаря мэрии Уильям Пфлаум. Его офис был разгромлен, а сам он избит.
В день выборов по городу прокатилась волна насилия. На участках для голосования появились «наблюдатели» с автоматами и обрезами, следившие за тем, чтобы избиратели проголосовали «правильно». Несогласных жестоко избивали и не позволяли голосовать. Широко практиковались вбросы бюллетеней.
Нападение на штаб-квартиру конкурентов возглавил Фрэнк Капоне. Офис демпартии был разгромлен, несколько сотрудников избиты. Также избили и представителя избирательной комиссии Джозефа Прайса. Его связали и оставили с кляпом во рту. Офис кандидата в мэры от демпартии Рудольфа Хёрта (Rudolph Hurt) был обстрелян.
По улицам разъезжали автомобили, полные вооружённых бандитов. Несколько полицейских были разоружены и жестоко избиты. Несколько избирателей на участках были застрелены или зарезаны.
Примерно двадцать человек были похищены, отвезены в подвал сантехнического магазина в Чикаго и прикованы цепями к трубам и колоннам.
Действия властей
К полудню сотрудники избирательной комиссии запросили помощь в наведении порядка. Судья Эдмунд Джареки (Edmund K. Jarecki) послал в Сисеро семьдесят полицейских из Чикаго, пять групп из детективного бюро и девять отделений моторизованной полиции.
Одна из высланных групп встретила автомобиль, в котором находились Фрэнк Капоне, Аль Капоне, Дэйв Хедлин и Чарльз Фишетти. Фрэнк Капоне начал стрелять и был убит ответным огнём. Хедлин был ранен, Фишетти сбежал и позже сдался, Аль Капоне скрылся.

## Последствия
Мафии удалось обеспечить благоприятный для себя результат на выборах. В результате Сисеро оставался штаб-квартирой «Чикагского филиала» до тех пор, пока Аль Капоне не был отправлен в тюрьму в 1931 году за уклонение от уплаты налогов.
Джозеф Клена оставался у власти до муниципальных выборов 1932 года, на которых он потерпел сокрушительное поражение от демократов.